# Kupfersteinzeit
| Übersicht Urgeschichte | Übersicht Urgeschichte | Übersicht Urgeschichte | Übersicht Urgeschichte |
| ---------------------- | ---------------------- | ---------------------- | ---------------------- |
| Holozän                | (➚ Frühgeschichte)     | (➚ Frühgeschichte)     | (➚ Frühgeschichte)     |
| Holozän                | Eisenzeit              |                        |                        |
| Holozän                | späte Bronzezeit       |                        |                        |
| Holozän                | mittlere Bronzezeit    |                        |                        |
| Holozän                | frühe Bronzezeit       |                        |                        |
| Holozän                | Bronzezeit             |                        |                        |
| Holozän                | Kupfersteinzeit        |                        |                        |
| Holozän                | Jungsteinzeit          |                        |                        |
| Holozän                | Mittelsteinzeit        |                        |                        |
| Pleistozän             | Jungpaläolithikum      |                        |                        |
| Pleistozän             | Mittelpaläolithikum    |                        |                        |
| Pleistozän             | Altpaläolithikum       |                        |                        |
| Pleistozän             | Altsteinzeit           |                        |                        |
| Pleistozän             | Steinzeit              |                        |                        |

Als Kupfersteinzeit oder Kupferzeit, auch Chalkolithikum (von griechisch χαλκός chalkós, deutsch ‚Erz, Kupfer, Bronze, Metall‘, und λίθος líthos ‚Stein‘) oder Äneolithikum (von lateinisch aēneus ‚kupfern, ehern, aus Bronze‘; manchmal auch Eneolitikum nach Schreibweise in anderen Sprachen), wird der Zeitabschnitt zwischen der Jungsteinzeit und der Bronzezeit bezeichnet, in dem der Kupferbergbau und grundlegende Techniken der Kupfer-Metallurgie entwickelt wurden oder stark anwuchsen. Diese Epoche umfasst in Südosteuropa und dem Nahen Osten etwa den Zeitraum von 5500 bis 2200 v. Chr., wobei hier die wirtschaftliche Bedeutung des Kupfers zugrunde gelegt wird. Der Beginn der Kupferverarbeitung geht bis ins 8. Jahrtausend v. Chr. zurück. Da die Einführung der Kupferverarbeitungstechnologie regional unterschiedlich Jahrtausende dauerte, muss der Begriff „Kupferzeit“ chronologisch in unterschiedlichen Gebieten anders angesetzt werden.
Das Chalkolithikum kann in ein älteres (5500–5000 v. Chr.), ein mittleres (5000–4500 v. Chr.) und ein jüngeres Chalkolithikum (4500–3000/2900 v. Chr.) eingeteilt werden.
Wie schon Marija Gimbutas fasste auch Harald Haarmann eine Reihe von kupferzeitlichen Kulturregionen im Donauraum zur sogenannten Donauzivilisation zusammen und sieht darin die früheste Hochkultur Europas (noch vor der minoischen und der mykenischen). Aber noch das Ägypten des Alten Reiches (2700 bis 2200 v. Chr.) (auch noch des Mittleren Reiches) – und somit die Zeit der Entstehung der ersten großen Hochkulturen – ist im Wesentlichen chalkolithisch.

## Erstes Kupfer in Vorderasien und Europa

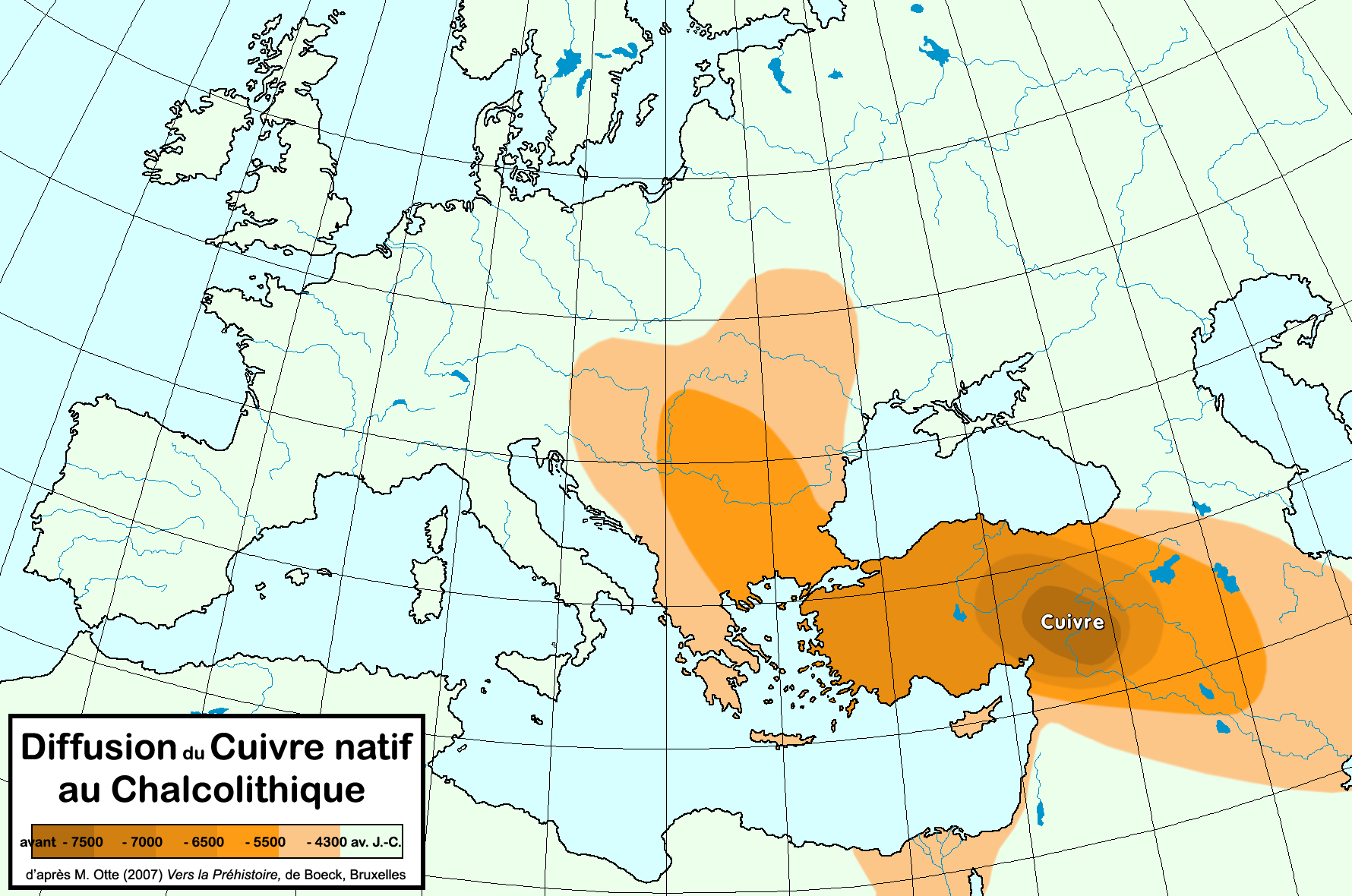
Karte über die Verbreitung bzw. Ausbreitung der Verwendung von Kupfer während der Kupferzeit:
bis 7500 v. Chr.
7500–7000 v. Chr.
7000–6500 v. Chr.
6500–5500 v. Chr.

Karte der Metallproduktion im Mittleren Osten

Der Zugang zum Rohmaterial für Kupfer war von örtlichen Vorkommen abhängig. Die Archäologie definiert den Beginn der Kupferzeit vor allem über die wirtschaftliche Bedeutung des Metalls, was meist mit dem Kupferbergbau einhergeht, in Einzelfällen aber auch über die Verarbeitung importierten Kupfers definiert wird. Gegenstände aus kalt geschmiedetem, gediegenem Kupfer sind bereits aus dem Präkeramischen Neolithikum bekannt. In der mitteleuropäischen Gliederung des Neolithikums von Jens Lüning entsprechen die Unterstufen Jungneolithikum, Spätneolithikum und Endneolithikum der Kupferzeit.

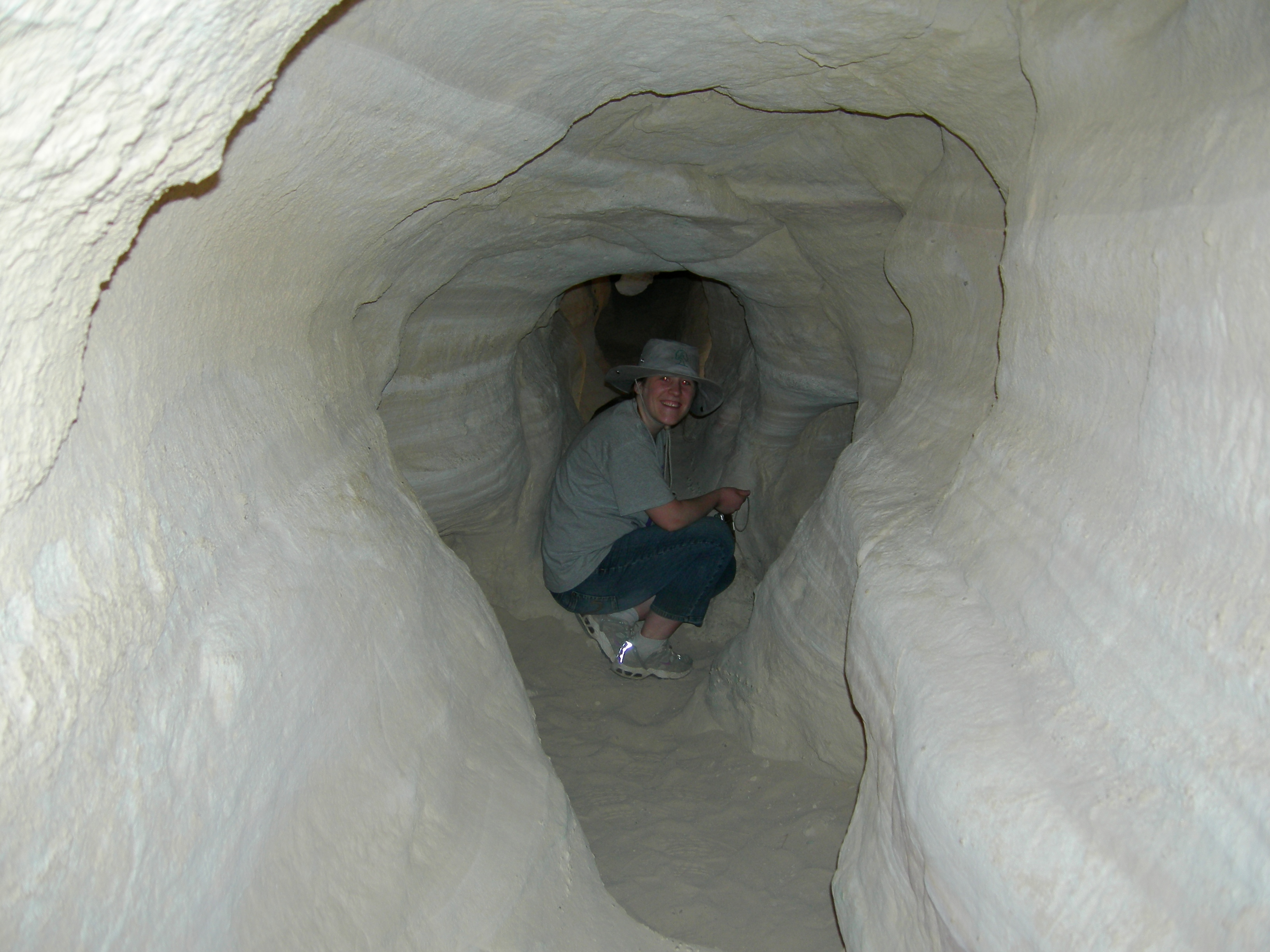
Kupferzeitliche Mine in Timna, Negev in Israel

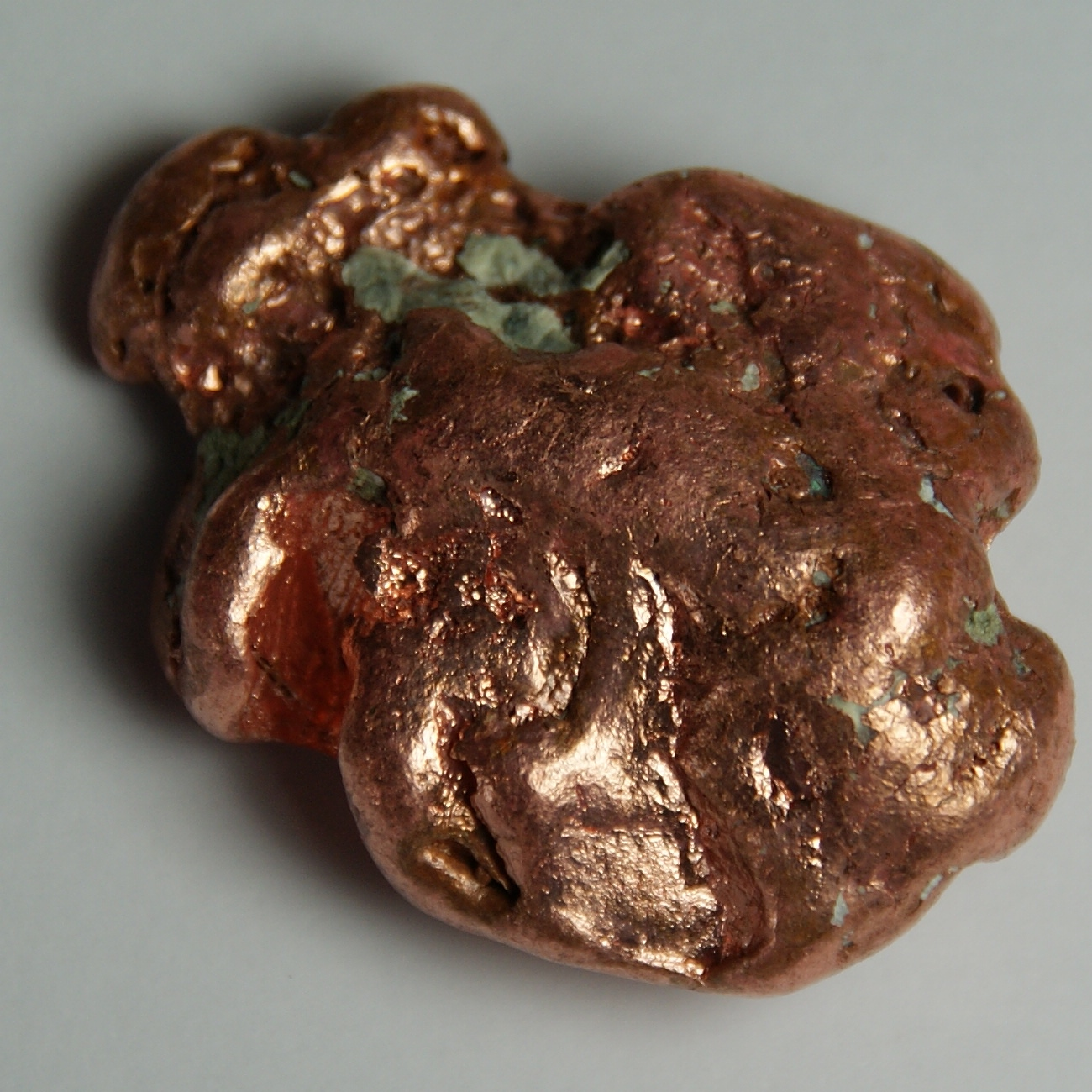
Metallisches Rohkupfer (Cu)

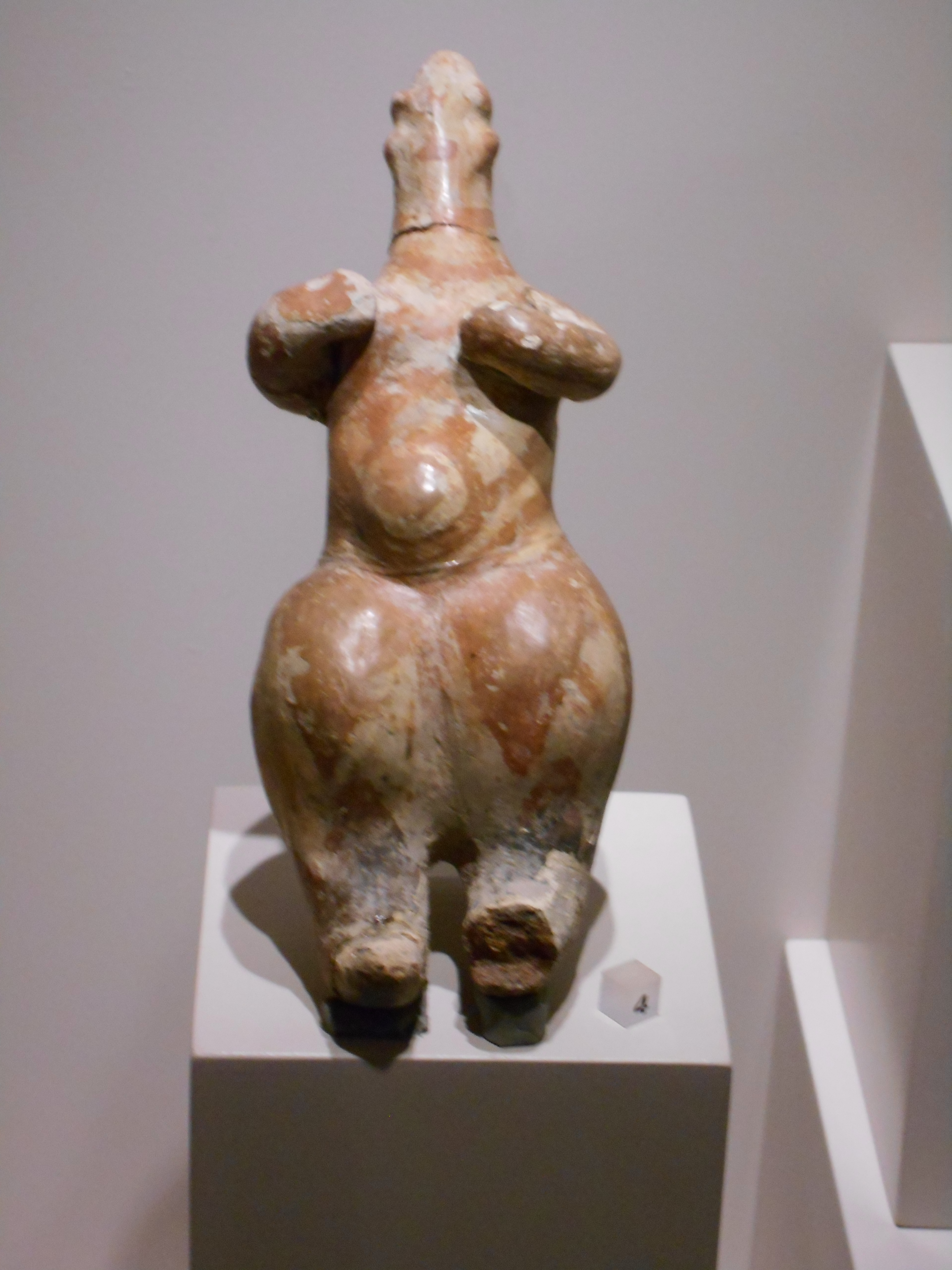
Kupfersteinzeitliche Terrakottafigur einer südanatolischen Muttergottheit, Archäologisches Museum Alanya

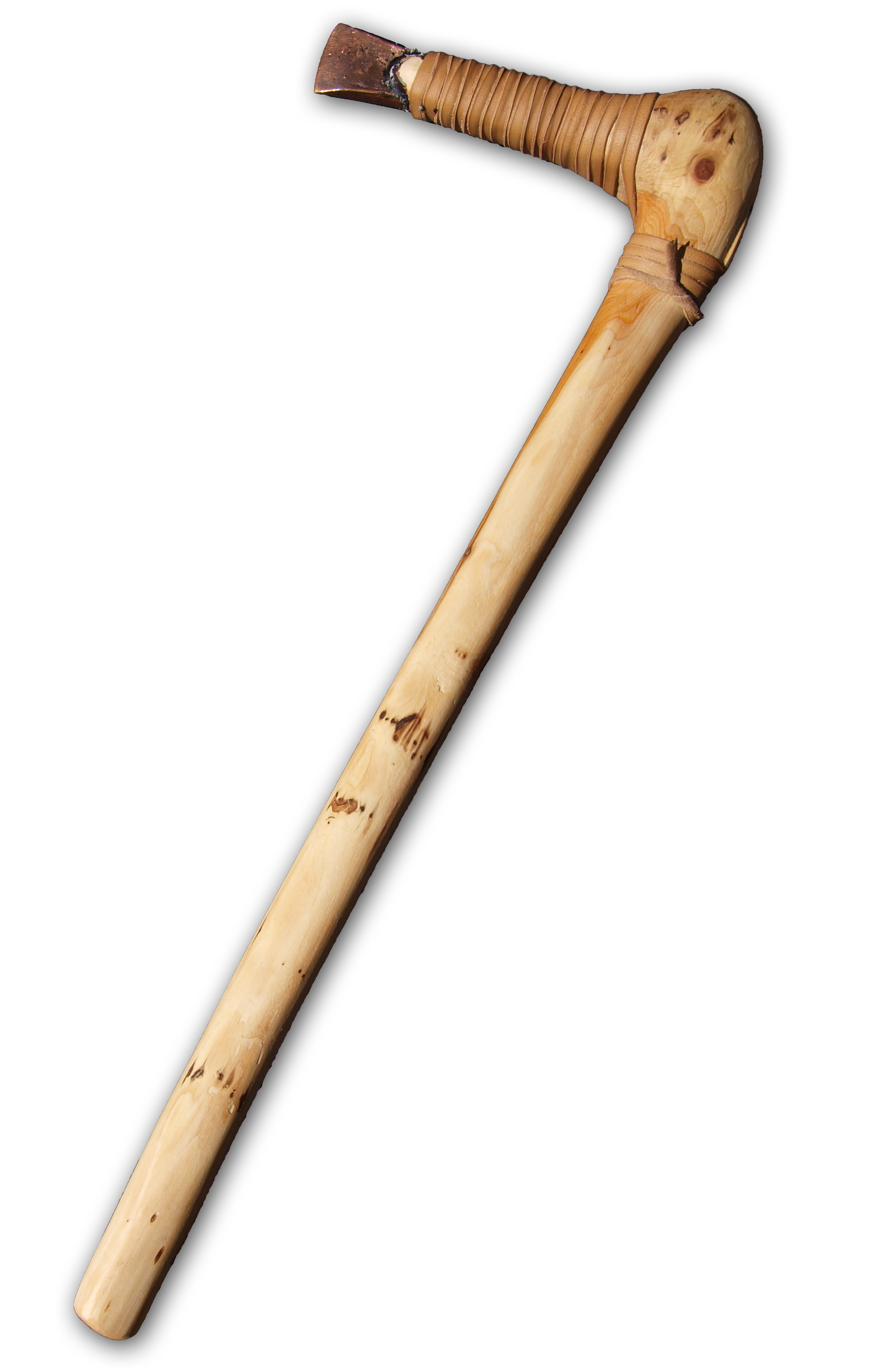
Originalgetreue Rekonstruktion des Kupferbeils von Ötzi, dem Mann vom Tisenjoch, dessen Todeszeitpunkt zwischen 3359 und 3105 v. Chr. bestimmt wurde

Die Halaf-Kultur war eine chalkolithische Kultur im Norden Mesopotamiens, in Syrien, in Teilen der Türkei und bis an die Grenze zum Iran und darüber hinaus. Sie blühte von etwa 5200 bis 4500 v. Chr. Namensgebender Fundort ist Tell Halaf in Syrien. Weitere wichtige Fundorte sind Tell Arpachiyah (Irak) und Yarim Tepe. In ihrer Ausdehnung gehörte sie zu den weitläufigsten Kulturen dieser Zeit, von der viele weitere Fundstätten bekannt sind. Man unterscheidet vier Phasen: Früh-, Mittel- und Spätzeit sowie eine Übergangsphase zur Obed-Zeit. Innerhalb dieser Phasen ist eine Ausbreitung der Kultur zu beobachten. Das Kerngebiet aber lag am Tigris im nördlichen Irak und im östlichen Syrien. Die Halaf-Kultur ist heute vor allem durch ihre Keramik erkennbar. Mit dieser schon hochspezialisierten Technik der Keramikherstellung ging die Fertigkeit einher, hohe Brenntemperaturen, bis etwa 1000 °C, im Brennofen zu erzeugen und damit eine Voraussetzung für die Verhüttung von Kupfer.
Frühe Kupferverhüttung ist auch in der frühen Vinča-Kultur des späten 6. vorchristlichen Jahrtausends in Serbien und Westbulgarien nachgewiesen. In den letzten Jahren bei Ausgrabungen geborgene Kupferwerkzeuge (Äxte und Meißel) sowie Schlacken der serbischen Fundplätze Pločnik (Okrug Toplica) und Belovode (Okrug Braničevo) gelten als die frühesten verhütteten Kupferobjekte in Europa. Der zugehörige Bergbau wurde anhand von spezifischen Blei-Isotopen im Kupfer in der Region Majdanpek um Rudna Glava identifiziert. Sie sind bis zu 800 Jahre älter als die Objekte aus Kupfer und Gold aus dem Gräberfeld von Warna und die wahrscheinlich zugehörige Kupfermine von Ai-Bunar (nördlich von Stara Sagora, Bulgarien). Daneben gehören die Cucuteni-Tripolje-Kultur (Ostrumänien, Ukraine) und die Theiß-Kultur in Ungarn zu den ersten Metallkulturen Südosteuropas.
Auf der Iberischen Halbinsel ist die erste Kupferverhüttung in der Siedlung Cerro Virtud (Almería, Südostspanien) belegt. Hier wurden verziegelte Reste der Ofenwandung eines Schmelzofens gefunden, was auf ein Reduktionsverfahren hindeutet. Der Befund datiert ins frühe 5. vorchristliche Jahrtausend, ebenso wie die meisten Fundplätze Südosteuropas. Die Los-Millares-Kultur führt die metallurgische Tradition in Spanien fort.
Während des 4. Jahrtausends v. Chr. baute man im Gebiet von Timna im Negev Kupfererz ab. Nach einer Pause von mehr als einem Jahrtausend setzte im 14. Jahrhundert v. Chr. die Kupfergewinnung und -verarbeitung erneut ein. Im 12. Jahrhundert zeigten die Ägypter außerordentliches Interesse an Timna, doch die Minen kamen alsbald unter die Kontrolle der Midianiter.
In Mitteleuropa kommen erste importierte Gegenstände aus Kupferblech in Gräbern der Rössener Kultur in der ersten Hälfte des 5. Jahrtausends v. Chr. vor, die jedoch keine wirtschaftliche Bedeutung haben. Objekte wie Äxte und Beile treten erst mit der westlichen Lengyel-Kultur (5000–3400 v. Chr.) in Mähren und Österreich auf, was sich auch in süd- und mitteldeutschen Kulturen (Münchshöfener Kultur, Gaterslebener Kultur, Baalberger Kultur) in Form von Importen niederschlägt. Eigenständige Kupferverarbeitung von importiertem Metall gibt es um 4200 v. Chr. in der schlesisch-böhmisch-mährischen Jordansmühler Kultur, was durch einzelne noch erhaltene Gussformen im Fundplatz Jordansmühl belegt ist.
Der erste nachweisbare Kupferbergbau Mitteleuropas wurde von der Bevölkerung der Mondseekultur (3770–3200 v. Chr.) betrieben, deren Kupfergegenstände teilweise aus Kupferkiesvorkommen am Mitterberg bei Mühlbach am Hochkönig (Österreich) hergestellt wurden. Kupferartefakte aus einem Kupfer, das unter der Bezeichnung „Mondseekupfer“ Eingang in die Literatur gefunden hat, wurde zwischen 4000 und 3300 v. Chr. nach Norddeutschland und Südskandinavien (Trichterbecherkultur) importiert. Allerdings stammt es nicht wie ursprünglich gedacht aus Österreich. Es stammt aus Minen in Bulgarien und vor allem aus der oben bereits adressierten Majdanpek Region in Serbien, wie eine Forschergruppe rund um Jan Piet Brozio und Johannes Müller vom Sonderforschungsbereich 1266 herausgefunden haben. Kupfer liegt zumeist in Form von Flachbeilen vor und ein lokale Wiedereinschmelzung ist belegt. Nachdem Kupfer zwischen 3500 und 3300 v. Chr. im Norden einen Boom erlebte, sind beinahe keine Funde zwischen 3300 und 2300 v. Chr. belegt.

## Metallbearbeitung
Die Metallbearbeitung wurde zunächst an gediegenen (elementar vorkommenden) Metallen wie Gold, Silber und Kupfer entwickelt. Die ältesten gediegenen Schmuckplättchen aus Kupfer datieren aus dem 8. Jahrtausend v. Chr. und stammen aus Anatolien, zum Beispiel vom Fundplatz Çayönü. Der wohl bekannteste Mensch der Kupferzeit ist der als Kältemumie erhaltene Ötzi, der um 3300 v. Chr. lebte. Er trug bei seinem Tode ein fast komplett erhaltenes Kupferbeil aus 99 % Kupfer mit sich.
Vor der Entwicklung der Bronze, einer Legierung aus Kupfer und Zinn, waren Metallgegenstände nur begrenzt als Waffen einsetzbar, da Kupfer sich in kaltem Zustand verbiegt und schnell abstumpft. Das Gießen ermöglichte außerdem die Serienfertigung gleichartiger Objekte. Während der Kupferzeit wurden Techniken zur Gewinnung von Erzen vornehmlich in offenen Gruben entwickelt. Die Entwicklung der Verhüttung von Kupfer entschärfte den Engpass an gediegenem Kupfer. Auch Blei wurde bereits verhüttet. Zusammen mit dem Abbau von Zinn legte dies die technische Basis für die nachfolgende Bronzezeit.
Der kupferzeitliche Verhüttungsprozess ging vor allem von oxidischen bzw. karbonatischen Erzen Malachit und Azurit aus. Diese ließen sich in einem einstufigen Prozess unter Erhitzung in einer reduzierenden Atmosphäre verhütten: die Erze entstehen in der Oxidationszone der Erzgänge und können Mächtigkeiten bis zu 30 m aufweisen. Neben oxidischen Erzen wurden teils auch komplexere Erze, wie Chalkopyrit (Kupferkies, CuFeS2) und Chalkosin (Kupferglanz, CuS) verhüttet. Bei ihnen liegt das Kupfer als Sulfid vor und musste zunächst geröstet werden, um den Schwefel in Schwefeldioxid zu überführen. In einem separaten Prozess erfolgte dann die Reduktion zu Kupfer. Für sie brauchte man Holzkohle und Luft, genauer den atmosphärischen Sauerstoff. Bei der unvollständigen Verbrennung des Kohlenstoffs der Holzkohle bildete sich Kohlenmonoxid, das eigentliche Reduktionsmittel des reduzierenden Gasgemisches. Das Schmelzen für den Kupferguss benötigt ebenfalls Holzkohle, da Kupfer erst bei 1083 °C schmilzt.
Kulturell brachte die Kupferzeit mehrere Veränderungen: Siedlungen in Mitteleuropa wurden tendenziell kleiner, dafür stärker befestigt. Sie lagen vor allem auf Anhöhen. Insbesondere im Mittelmeerraum führte die Entwicklung der Kupferbearbeitung zu einem verstärkten Fernhandel. Kupfer aus dem Balkan wurde zum Teil bis nach Deutschland gehandelt, wie eine am Bodensee gefundene Kupferscheibe beweist.
Wahrscheinlich führte die Nutzbarmachung von Metall zu einem starken sozialen Wandel. Die ersten Oberschichten begannen sich zu bilden – sie kontrollierten den Abbau und die Verhüttung des Metalls. Hierauf weist das Gräberfeld von Warna an der Westküste des Schwarzen Meers in Bulgarien hin, wo eine Oberschicht mit extrem reichen Beigaben (Waffen, Werkzeug, Schmuck, Keramik mit Goldauflage) begraben liegt.
In Südamerika gab es ab dem 1. Jahrhundert eine Parallelentwicklung in der Mochica-Kultur, die im Bereich der Pazifikküste des nördlichen Peru siedelte. Auf einem schmalen, aber rund 600 km langen Streifen in der Küstenwüste betrieben die Mochica einen ertragreichen Bewässerungsfeldbau mit Guanodüngung. Die Keramik war hoch entwickelt, ebenso die Metallverarbeitung. Neben Gold und Silber verarbeiteten die Mochica auch Kupfer und stellten Kupferlegierungen her, vor allem Tumbago. Technologisch bemerkenswert ist überdies ihr Verfahren, Kupfer zu vergolden.

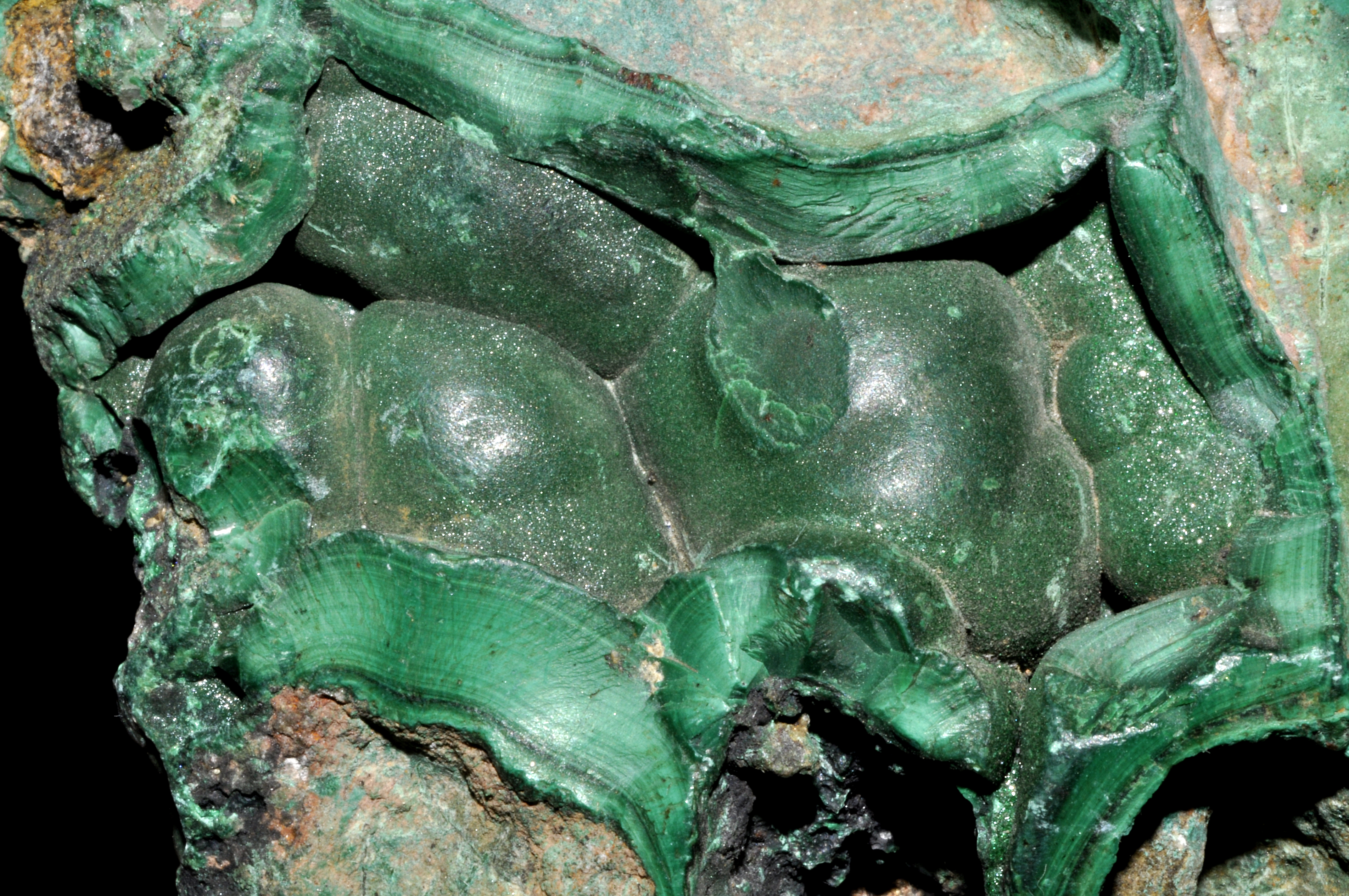
Malachit oder Cu2CO3(OH)2
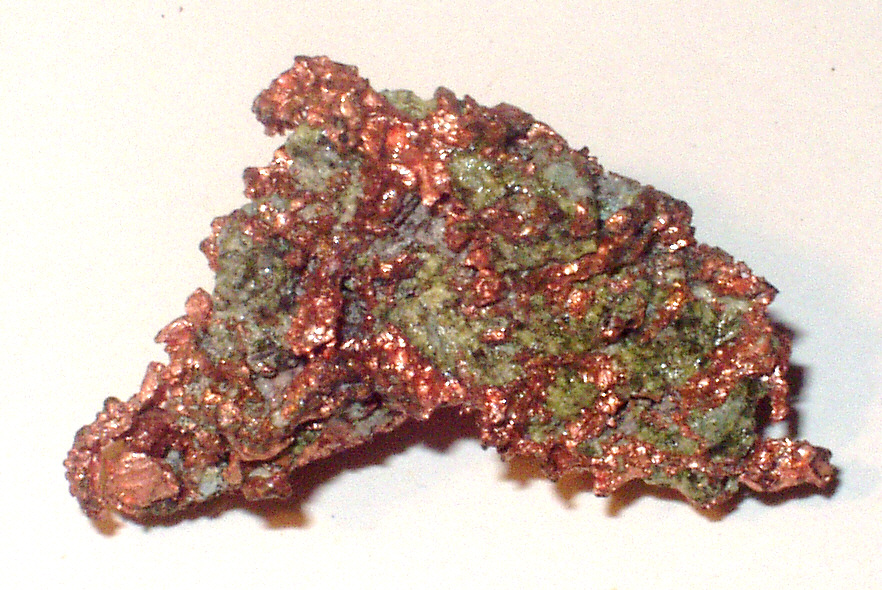
Kupferstufe (gediegenes Kupfer mit Cuprit oder Kupfer(I)-oxid)
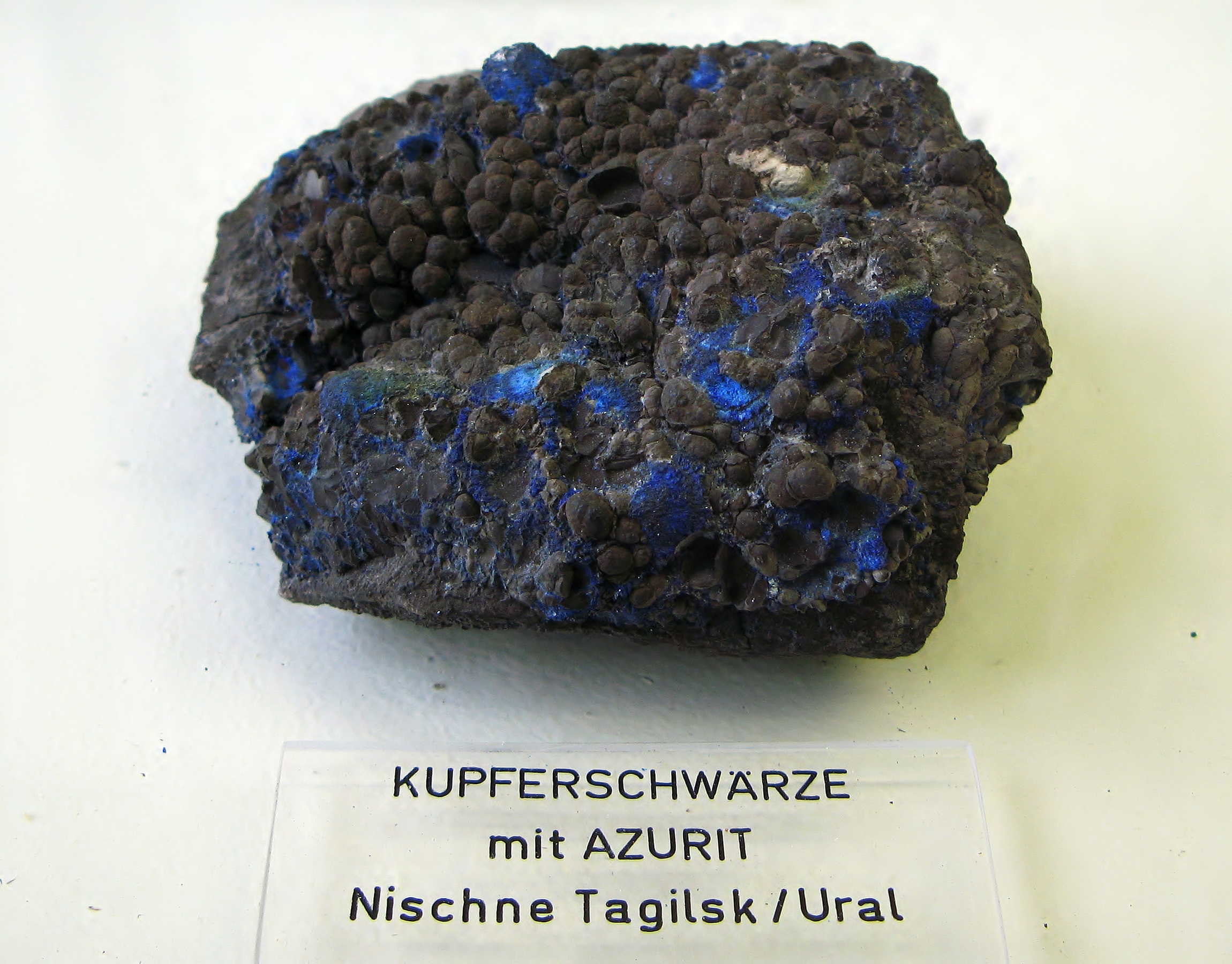
Kupferschwärze (Tenorit, Kupfer(II)-oxid, CuO) mit etwas blauem Azurit (Cu3(CO3)2(OH)2)

## Chemische Abläufe der Kupfergewinnung mit Holzkohle
Durch das Verbrennen der Holzkohle wird eine Hitze von 1000 °C bis 1200 °C und Kohlenstoffmonoxid erzeugt. Ab einer Temperatur von 230 °C reagiert Malachit (Cu2CO3(OH)2) unter anderem zu Kupfer(II)-oxid, das in der Natur auch als Tenorit vorkommt. Dieses wird vom Kohlenstoffmonoxid reduziert. Das fertige Kupfer fließt auf den Grund des Reaktionsgefäßes und kann nach dem Abkühlen herausgenommen werden.
Kupfer(I)-oxid (Cuprit, Cu2O) kann durch die Reduktion von Kupfer(II)-oxid (Tenorit, CuO) mit metallischem Kupfer bei erhöhter Temperatur oder durch die thermische Zersetzung von Kupfer(II)-oxid bei Temperaturen über 800 °C gewonnen werden. Kupfer(I)-oxid bildet sich beim Erhitzen auf Rotglut von metallischem Kupfer zusammen mit Kupfer(II)-oxid. Gleichzeitig entsteht bei der unvollständigen Verbrennung des Kohlenstoffs aus der Holzkohle das Kohlenmonoxid:
{\displaystyle \mathrm {CuO+Cu\longrightarrow Cu_{2}O} }
{\displaystyle \mathrm {4\ CuO\longrightarrow 2\ Cu_{2}O+O_{2}} }
{\displaystyle \mathrm {2\ C+O_{2}\longrightarrow 2\ CO} }

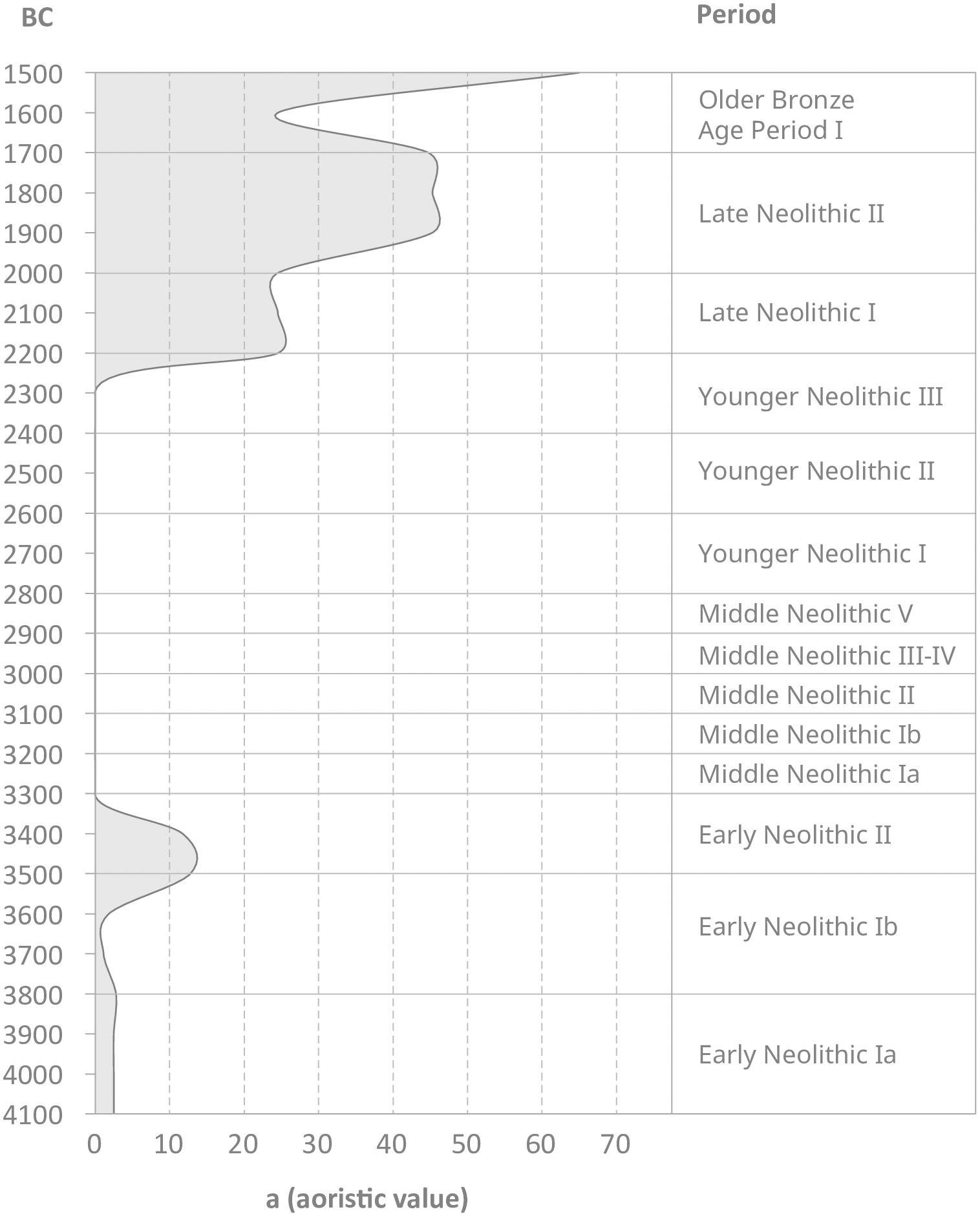
Die Anzahl von Metallartefakten aus Norddeutschland. Nach einem Boom um 3500–3300 v. Chr. ist für ein Jahrtausend kein Metall dokumentiert. Dies ändert sich erst mit dem Beginn der Bronzezeit.

Beide entstandenen Produkte, Kohlenmonoxid und Kupfer(I)-oxid, reagieren zu metallischem Kupfer:
{\displaystyle \mathrm {2\ Cu_{2}O+2\ CO\longrightarrow 4\ Cu+2\ CO_{2}} }
In einem anderen und vermutlich erst später eingesetzten Verfahren wurde sulfidisches Kupfererz, Chalkopyrit oder Kupferkies (CuFeS2), und Chalkosin oder Kupferglanz (Cu2S) verarbeitet. Solche sulfidischen Erze mussten zuvor geröstet werden, um den Schwefel zu Schwefeldioxid SO2 zu oxidieren und damit als Gas auszutreiben. Erst nach der Entfernung des Schwefels konnte eine Reduktion des Kupfererzes erfolgen. Zum Rösten benötigte man ebenfalls Holzkohle, um die hierzu notwendigen Temperaturen zu erreichen. Dabei kommt es zur Bildung von Schlacke, die die Nebenbestandteile (meist Eisensulfid/Eisenoxid und Kieselsäure als Gangart) des Erzes aufnimmt, so dass diese leicht abgetrennt werden können. Typische Temperaturen für die Kupferverhüttung liegen um 1100 bis 1200 °C, genügend um sowohl die Schlacke als auch das Metall zu schmelzen. Die Verwendung von Öfen anstelle von Tiegeln – beide keramisch – erlaubt es, wesentlich größere Metallmengen zu gewinnen; entsprechend ist die Verhüttung im Tiegel meist an die Anfänge der Kupfergewinnung gebunden. Spätere Tiegel wurden fast ausschließlich für den Guss verwendet.

## Individuelle weibliche Mobilität und Familiengründung
Archäologische Auswertungen im Rahmen eines Forschungsverbunds unter der Leitung von Philipp W. Stockhammer vom Institut für Vor- und Frühgeschichtliche Archäologie der Ludwig-Maximilians-Universität München brachten 2017 neue Erkenntnisse zu Mobilität und Familiengründung. Am Übergang von der Kupfersteinzeit zur Frühen Bronzezeit wurden über einen Zeitraum von 800 Jahren Familien im Lechtal südlich von Augsburg nach dem patrilokalen Muster verbunden mit individueller weiblicher Mobilität gegründet: Die Mehrheit der Frauen kam aus der Fremde, wohl aus Böhmen oder Mitteldeutschland, während die Männer zumeist aus der Region stammten. Die Forscher vermuten, dass die individuelle Mobilität eine wesentliche Rolle für den Austausch von Kulturgütern und Ideen spielte, der in der Bronzezeit deutlich zunahm, was wiederum die Entwicklung neuer Technologien förderte.
Damals lebten in Süddeutschland Ackerbauern und Viehzüchter, deren Vorfahren etwa 3000 Jahre zuvor über das Karpatenbecken aus Anatolien und Syrien eingewandert waren. Im Rahmen der Untersuchung wurden seit dem Jahr 2012 die menschlichen Überreste von 84 Individuen genetisch und mittels Isotopenanalysen untersucht und archäologisch ausgewertet. Sie waren zwischen 2500 und 1650 vor Christus in Gräberfeldern bestattet worden. Die Art der Beisetzung der eingewanderten Frauen, die sich nicht von der Einheimischer unterschied, zeigt, dass die Frauen in die lokale Gemeinschaft integriert waren.
Aus archäologischer Sicht belegen die neuen Erkenntnisse die Bedeutung weiblicher Mobilität für den kulturellen Austausch in der Bronzezeit und eröffnen eine neue Sicht auf den großen Umfang früher menschlicher Mobilität: „Es scheint, dass zumindest ein Teil dessen, was bislang als Migration von Gruppen bewertet wird, auf einer institutionalisierten Form von Mobilität Einzelner beruht“, kommentiert Stockhammer.

## Beispiele von Fundorten
- Vinča-Kultur
- Bisamberg (Niederösterreich): Fragment eines Gusslöffels
- Götschenberg bei Bischofshofen (Salzburg): Bergbausiedlung, Kupfererz, Werkstücke aus Kupfer
- Jevišovice-Kultur (Tschechien, Slowakei, Österreich)
- Mitterberg bei Mühlbach am Hochkönig (Salzburg)
- Spielberg bei Melk (Niederösterreich): Siedlung
- Arslantepe (Ostanatolien), Türkei: Siedlung
- Timna (Negev), Negev, Israel: Minen